# Giovanni Fagnano
Giovanni Francesco Fagnano dei Toschi (Senigália, 31 de janeiro de 1715 – Senigália, 14 de maio de 1797) foi um matemático e clérigo italiano.
Filho do matemático Giulio Carlo Fagnano dei Toschi e único de seus filhos a demostrar interesse pela matemática. Em geometria provou que as alturas de um triângulo são as bissetrizes dos triângulos órticos associados e publicou em 1775 o mais tarde associado com seu nome problema de Fagnano. Determinou na análise {\displaystyle -\ln(\cos(x))} e {\displaystyle \ln(\sin(x))} como primitivas de {\displaystyle \tan(x)} e {\displaystyle \cot(x)}. Também investigou como as primitivas de {\displaystyle x^{n}\sin(x)} e {\displaystyle x^{n}\cos(x)} com auxílio de integração por partes podem ser determinadas.
Em 1772 foi eleito membro estrangeiro da Academia de Ciências da Prússia.